# Eduard Glanzmann
Eduard Glanzmann (* 12. April 1887 in Luzern; † 2. Februar 1959 in Bern) war ein Schweizer Kinderarzt. Nach ihm ist eine angeborene Funktionsstörung der Blutplättchen (Thrombozytopathie), die Glanzmann-Thrombasthenie, benannt.

## Leben
Eduard Glanzmann wurde als Sohn eines Postangestellten in Luzern geboren. Er besuchte das dortige Gymnasium, das er  1909 abschloss. Anschließend studierte er in Zürich, Berlin und Bern Medizin. Das Staatsexamen absolvierte er 1912 und 1914 erhielt er in Bern seine medizinische Doktorwürde. In Berlin bildete er sich unter Adalbert Czerny an der Charité in Kinderheilkunde weiter. Nachdem er sich in Bern als Kinderarzt niedergelassen hatte, wurde er 1929 Privatdozent und 1932 außerordentlicher Professor. 1939 folgte er seinem vormaligen akademischen Lehrer Max Stooss auf dem Lehrstuhl für Kinderheilkunde der Universität Bern nach. Diesen gab er aus gesundheitlichen Gründen 1952 an Ettore Rossi ab. Im Jahr 1940 wurde er zum Mitglied der Leopoldina gewählt.

## Werke (Auswahl)
- Einführung in die Kinderheilkunde in 115 Vorlesungen. Wien, 1939.
- Thrombopathien in den ersten Lebensjahren. In: Ann Paediatr. 1952.
- Thrombasthenie bei Neugeborenen. In: Arch Kinderheilk. 1951.